# Juegos Suramericanos de la Juventud de 2022
Los III Juegos Suramericanos de la Juventud se realizaron desde el 28 de abril al 8 de mayo de 2022 en la ciudad santafesina de Rosario (Argentina). Participaron 15 países en 33 modalidades de 30 deportes, con un programa similar al de Juegos Olímpicos de la Juventud de Buenos Aires 2018.
Originalmente programados para el año 2021, fueron aplazados al 2022 debido a la pandemia de COVID-19.

## Elección de la sede
La elección de la sede de los Juegos Suramericanos de la Juventud de 2021 se produjo en la XXX Asamblea General Ordinaria de la ODESUR realizada en Asunción, el 11 de diciembre de 2017, siendo el único candidato la ciudad de Rosario en la provincia de Santa Fe.
- Rosario: Rosario mostró su interés de organizar los Juegos de la Juventud durante los Juegos Suramericanos de la Juventud de 2017 que se celebraron en Santiago de Chile, el 29 de septiembre de 2017.[2] Rosario albergó los Juegos Suramericanos de 1982 y fue sede de los Juegos Suramericanos de Playa de 2019.

## Países participantes
Los III Juegos Suramericanos de la Juventud cuentan con la participación de 1500 deportistas provenientes de quince países.
| - Argentina - Aruba - Bolivia - Brasil - Chile | - Colombia - Curazao - Ecuador - Guyana - Panamá | - Paraguay - Perú - Surinam - Uruguay - Venezuela |

## Deportes
| - Atletismo (detalles) - Bádminton (detalles) - Balonmano playa (detalles) - Baloncesto 3x3 (detalles) - Boxeo (detalles) - Ciclismo (detalles) - Escalada (detalles) - Esgrima (detalles) - Futsal (detalles) - Gimnasia artística (detalles) - Hockey 5 (detalles) - Judo (detalles) - Karate (detalles) | - Levantamiento de pesas (detalles) - Lucha olímpica (detalles) - Natación (detalles) - Patinaje (detalles) - Patinaje de velocidad - Patinaje artístico - Rugby 7 (detalles) - Skateboarding (detalles) - Taekwondo (detalles) - Tenis (detalles) - Tenis de mesa (detalles) - Tiro con arco (detalles) - Triatlón (detalles) - Voleibol de playa (detalles) |

## Medallero
| Núm.  | País            | Oro | Plata | Bronce | Total |
| ----- | --------------- | --- | ----- | ------ | ----- |
| 1     | Brasil (BRA)    | 64  | 40    | 43     | 147   |
| 2     | Colombia (COL)  | 35  | 32    | 26     | 93    |
| 3     | Argentina (ARG) | 31  | 28    | 54     | 113   |
| 4     | Venezuela (VEN) | 26  | 19    | 34     | 79    |
| 5     | Chile (CHI)     | 15  | 22    | 23     | 60    |
| 6     | Ecuador (ECU)   | 12  | 28    | 34     | 74    |
| 7     | Perú (PER)      | 11  | 18    | 16     | 45    |
| 8     | Paraguay (PAR)  | 5   | 4     | 5      | 14    |
| 9     | Uruguay (URU)   | 3   | 5     | 10     | 18    |
| 10    | Panamá (PAN)    | 2   | 4     | 2      | 8     |
| 11    | Bolivia (BOL)   | 1   | 4     | 6      | 11    |
| 12    | Curazao (CUW)   | 0   | 1     | 0      | 1     |
| 13    | Surinam (SUR)   | 0   | 0     | 1      | 1     |
| Total | Total           | 205 | 205   | 254    | 664   |